# PESA Acatus II
PESA Acatus II ist ein vierteiliger Elektrotriebzug des polnischen Fahrzeugbauunternehmens PESA, der vom polnischen Eisenbahnunternehmen Polregio als Baureihe EN 77 eingesetzt wird. Er ist der Nachfolger des PESA Acatus.

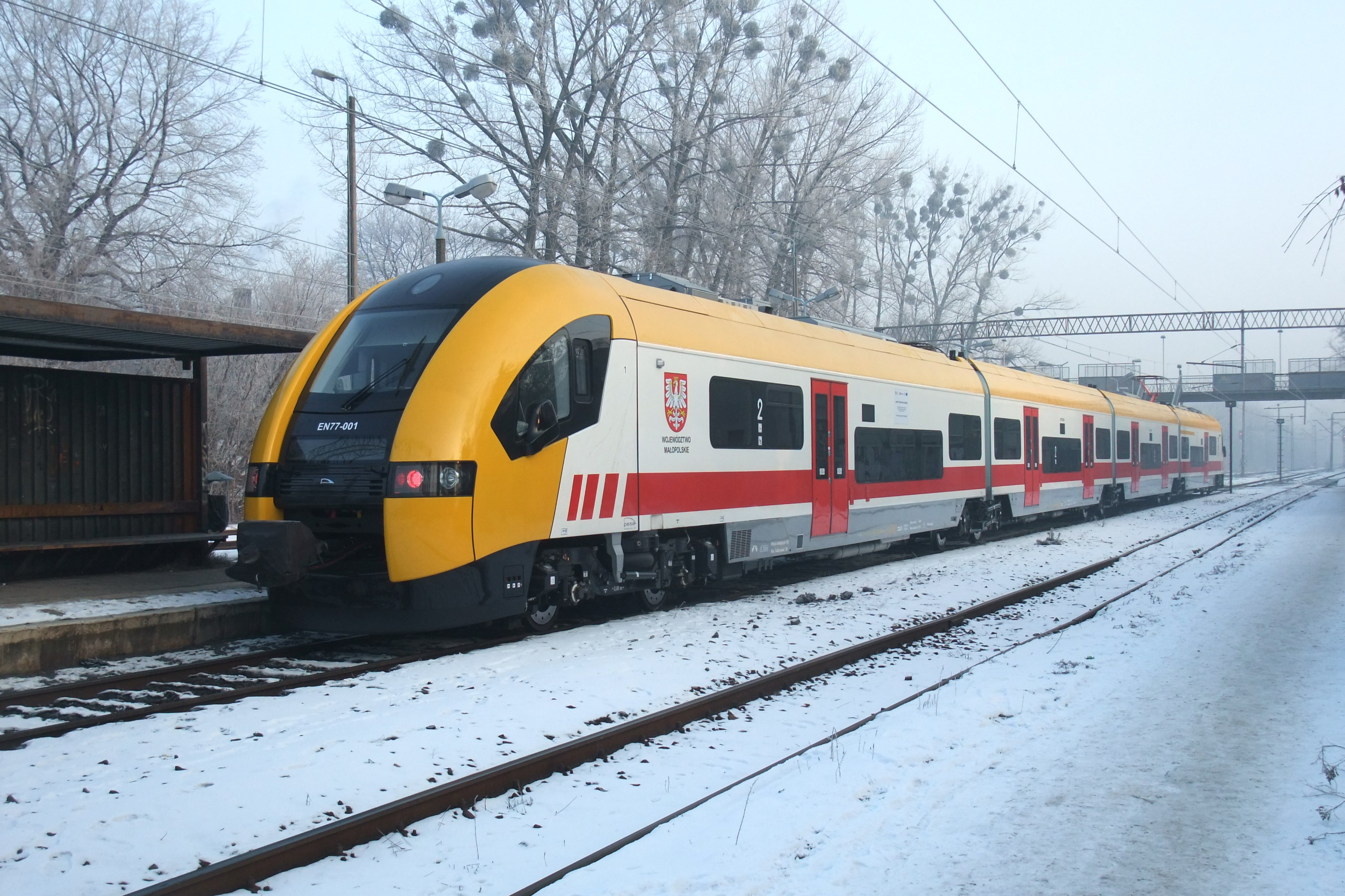
EN 77-001 im Bahnhof Chrzanów

## Technische Merkmale
Ein Triebwagen besteht aus zwei Steuerwagen und zwei Mittelwagen. Die beiden Steuerwagen verfügen über je einen Führerstand und sind mit einer crashoptimierten Front ausgestattet. Bei einem Aufprall verformt sich ein Teil der Konstruktion und schützt somit bis zu einem gewissen Maße Personal und Fahrgäste. Die Wagen sind mit Jakobsdrehgestellen untereinander verbunden und fest gekuppelt. An den Endwagen ist eine Scharfenbergkupplung montiert, die das Aneinanderkuppeln von bis zu drei Triebwagen ermöglicht.
Die Steuerwagen verfügen über jeweils eine Tür je Fahrzeugseite, die Mittelwagen sind mit zwei Türen ausgestattet. An jeder Tür sind ausklappbare Stufen angebracht, um bei niedrigen Bahnsteigen das Ein- und Aussteigen zu erleichtern.
Die Wagen sind in Niederflurtechnik gebaut und durchgehend begehbar. In einem Triebwagen sind insgesamt 193 Sitzplätze vorhanden, wovon 20 der 1. Klasse angehören. Außerdem ist ein Mehrzweckabteil, zwei Toiletten und ein Dienstabteil vorhanden.

## Einsatz
Die Triebwagen wurden 2010 von der Woiwodschaft Kleinpolen für den Regionalverkehr angeschafft und werden von Krakau aus eingesetzt.